# Sirocco i el regne dels vents
Sirocco i el regne dels vents (títol original en francès, Sirocco et le Royaume des courants d'air) és una pel·lícula d'animació francobelga dirigida per Benoît Chieux. S'ha doblat i subtitulat al català.
Es va projectar com a pel·lícula d'obertura del Festival Internacional de Cinema d'Animació d'Annecy de 2023, on va guanyar el Premi del Públic.

## Sinopsi
La Juliette i la Carmen, dues intrèpides germanes de 4 i 8 anys, descobreixen un passatge secret cap a “El regne dels vents”, el seu llibre preferit. Transformades en gates i perdudes per aquest món fantàstic, intentaran tornar a casa enfrontant-se a en Sirocco, el mestre dels vents i les tempestes.